# BMW R 75/5

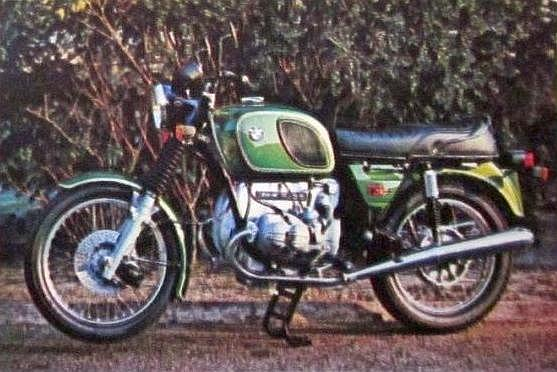
Une R 75/5 de 1973.

La BMW R 75/5 est une motocyclette produite de 1969 à 1973 par le constructeur allemand BMW. La BMW R 75/5 est propulsée, comme c'est la tradition chez le constructeur de Bavière, par un flat-twin, soit un moteur boxer.
La BMW R 75/5, ainsi que ses différentes déclinaisons de cylindrée que sont la BMW R 60/5 de 600 cm3 et la BMW R 50/5 de 500 cm3, sont identifiées sous le code /5 dit « série 5 », ou « Strich-Fünfer » en allemand.